# Onésimo (sofista)
Onésimo (em latim: Onesimus) foi um sofista e historiador romano de origem grega do século IV, ativo durante o reinado do imperador Constantino (r. 306–337). Era filho de Apsines e pai de Apsines. Foi variadamente descrito como ateniense, cipriota ou espartano, sendo mais provável que nasceu em Esparta. Segundo a Suda, foi autor de várias obras retóricas (uma delas dedicada a Apsines, talvez seu filho), εγκώμια και αλλα πλειστα.